# Giri (Giri)
Giri is een bestuurslaag in het regentschap Banyuwangi van de provincie Oost-Java, Indonesië. Giri telt 4408 inwoners (volkstelling 2010).